# C.A.B. Linares
El Club Amigos Baloncesto Linares (C.A.B. Linares) es un club de baloncesto de la ciudad de Linares (Jaén). Conocido por sus éxitos provinciales en sus categorías inferiores, por su capacidad organizativa colaborando con la Federación Española y Andaluza de baloncesto (F.E.B. y F.A.B.)en eventos de gran calibre como el circuito urbano de Tribasket, Torneo Internacional de baloncesto femenino en categoría sénior, Torneo Internacional de Junior masculino y por su equipo femenino que milita en la Primera División Femenina.

## Historia
Este club fue fundado en el año 2009 por un grupo de padres que pensaban que otra filosofía en el baloncesto local era posible. Tras realizar los trámites legales se presentó en sociedad en el mes de junio de 2009 en una reunión a la que acudieron alrededor de 200 padres y madres interesados en el proyecto.
Los socios fundadores decidieron recuperar el nombre de una antiguo club de baloncesto de la ciudad desaparecido veinte años atrás. Desde el primer momento se mantuvieron contactos con la Unión Baloncesto Linares, otro club linarense de baloncesto, para poder fusionar ambos clubes y así unir fuerzas, talento y recursos. Tras la firma del acuerdo de fusión entre ambos clubes el club adoptó la denominación Unión Club Amigos Baloncesto Linares, que dos años después sería sustituido por su actual denominación por acuerdo de su asamblea de socios en sesión extraordinaria.
Durante los años que lleva existiendo, las categorías inferiores han gozado de éxitos provinciales como clasificaciones al Campeonato Andaluz de Clubes y también varios jugadores han sido convocados por la Selección de Jaén de sus respectivas categorías. 
También es reconocida su labor en la celebración de eventos deportivos conjuntamente con la FEB y FAB, el 16 de abril del 2011 con la Federación Española de Baloncesto (Fundación FEB 2014) junto con la Federación Andaluza de Baloncesto (FAB) Organizan "TRIBASKET Circuito Urbano" con la colaboración del Consejo Superior de Deportes, el Ayuntamiento de Linares y el club de baloncesto de la ciudad CAB Linares, con el patrocinio de Central Lechera Asturiana.
En ese mismo año la Federación Española de Baloncesto junto a la Federación Andaluza de Baloncesto, Ayuntamiento de Linares y CAB Linares Organizan El I Torneo Internacional de Baloncesto Femenino “Ciudad de Linares” preparatorio para el Europeo de Polonia ´11 con la participación de Croacia, Turquía y Bielorrusia, los días 2, 3 y 4 de junio.
El 18 de julio del 2012,fue la presentación oficial de Torneo Internacional de Baloncesto masculino U18 "Ciudad de Linares". Macarena García (Concejala de Deportes Excmo. Ayuntamiento de Linares,) Paqui Molina (Diputación Provincial de Jaén, área de Juventud) Ignacio Jiménez (Delegado de la Federación Española de Baloncesto,) José Luis Toribio (Delegado provincial de la Federación Andaluza de Baloncesto) y Juan José Aguilar (Presidente del Club Amigos del Baloncesto Linares.) Juan José Aguilar presidente de CAB Linares, agradece al ayuntamiento, diputación y federaciones tanto andaluza como española por la confianza depositada una vez más en el club que representa formado por un gran grupo humano y como en actuaciones anteriores esperando estar a la altura de las circunstancias que todo sea un éxito deportivo y social para todos.
En la temporada 2012/2013, el equipo superior femenino consigue participar en la Primera División Nacional Femenina bajo el nombre publicitario de Novedades Cano C.A.B. Linares.
Temporada 2013/2014
Durante la temporada 2013/2014 los dos equipos minibasket del club participaron en el Campeonato de Andalucía celebrado en la gaditana ciudad de Sanlúcar de Barrameda, obteniendo un brillante séptimo puesto el equipo masculino. El club, con la colaboración del Ayuntamiento de Linares y de la FAB tuvo el honor de organizar el Campeonato de Andalucía Infantil Masculino entre los días 21 al 25 de mayo, y en el que participó el conjunto AG Sonido CAB Linares tras ser subcampeón provincial de la categoría

## Equipación
Durante los pocos años de existencia el club linarense ha experimentado un cambio en la ropa deportiva. Hasta la Temporada 2011/2012 el club vestía con la marca deportiva Vive, con dos equipaciones diferentes, la primera de color principal verde y con una franja en el pecho de color amarilla y la segunda equipación al revés. 
En la temporada 2012/2013 da un giro y cambia completamente toda la vestimenta deportiva. La ropa de juego es de la marca AND1, en la cual la primera equipación es amarilla y en el torso el nombre del club de color verde al igual que el dorsal y la segunda al revés. En los demás aspectos (chándal, macuto, calcetines, cubre de calentamiento sudadera, anorak, etc.) se encargaría la marca Hummel que ha vestido a equipos tan conocidos como el Unicaja de Málaga y al Cajasol de Sevilla etc..

## Categorías inferiores
Aquí, todas las categorías inferiores del C.A.B. Linares en la temporada 2012/2013:
| Categoría             | Equipo | Nombre                                | División     |
| --------------------- | ------ | ------------------------------------- | ------------ |
| Senior Masculino      | A      | Grupo Ruiz CAB Linares                | 1.ª División |
| Junior Masculino      | A      | Japa Controls CAB Linares             | 1.ª División |
| Junior Femenino       | A      | Nocedades Cano CAB Linares            | 1.ª División |
| Cadete Masculino      | A      | JJ Recambios CAB Linares              | 1.ª División |
| Cadete Masculino      | B      | JJ Recambios CAB Linares B            | 2.ª División |
| Cadete Femenino       | A      | Heladería Los Valencianos CAB Linares | 1.ª División |
| Infantil Masculino    | A      | AG Sonido CAB Linares                 | 1.ª División |
| Infantil Masculino    | B      | Linkasa CAB Linares                   | 2.ª División |
| Infantil Femenino     | A      | Entrelibors CAB Linares               | 1.ª División |
| Minibasket Masculino  | A      | Linkasa CAB Linares                   | 1.ª División |
| Minibasket Masculino  | B      | AG Sonido CAB Linares B               | 2.ª División |
| Minibasket Femenino   | A      | Elidia Catering CAB Linares           | 1.ª División |
| Babybasket Mixto      | A      | La Gaviota CAB Linares                | Grupo B      |
| Peke basket Femenino  | A      | CAB Linares                           | Grupo        |
| Peke basket Masculino | A      | CAB Linares                           | Grupo        |

## Plantilla

### Jugadoras Novedades Cano CAB Linares
| Apellidos y Nombre            | F.Nacimiento | Puesto/Altura   |
| ----------------------------- | ------------ | --------------- |
| MARTOS COLAS, CAMELIA         | 24-05-1994   | BASE- 1´65      |
| GARCIA PEREZ, PILAR           | 24-09-1980   | ALERO- 1´63     |
| SANCHEZ GONZALEZ, SARA        | 12-05-1993   | BASE – 1´71     |
| GALVEZ MERCADO, MAITE         | 15-03-1995   | ALA-PIVOT- 1´68 |
| DIAZ ROBLES, ROSA             | 09-05-1980   | BASE – 1´65     |
| PARRA GARCIA , LOURDES        | 29-09-1986   | ALERO- 1´67     |
| ARMIJO GUTIERREZ, ANA MARIA   | 22-01-1986   | ALA-PIVOT-1´69  |
| GARRIDO ALMANSA, SANDRA       | 27-08-1993   | ALERO-1´69      |
| JIMENEZ COBO, JUANI           | 19-07-1988   | PIVOT- 1.70     |
| SANCHEZ GOMEZ , Mª JOSE       | 12-05-1987   | PIVOT- 1´76     |
| CASTILLO MORENO , CARMEN      | 26-01-1987   | PIVOT- 1´76     |
| CAMACHO OCAÑA , ZULEMA        | 17-08-1996   | BASE- 1´65      |
| GARCIA HERNANDEZ, MARINA      | 22-08-1996   | PIVOT – 1´74    |
| CASTILLO GONZALEZ, A. EUSEBIO | 04-06-1967   | ENTRENADOR      |
| CASTILLO GONZALEZ, CESAR      | 24-04-1990   | AYUDANTE        |

### Resultados 2.012/13 de la primera nacional femenina grupo "B"
| Jornada | Equipo Local                                   | Resultado Local | Resultado Visitante | Equipo Visitante                               | Fecha      |
| ------- | ---------------------------------------------- | --------------- | ------------------- | ---------------------------------------------- | ---------- |
| 1       | Novedades Cano CAB Linares                     |                 |                     | Jornada de descanso                            | 11-11-2012 |
| 2       | Novedades Cano CAB Linares                     | 49              | 45                  | CD Roquetas                                    | 18-11-2012 |
| 3       | Presentación Granada                           | 52              | 49                  | Novedades Cano CAB Linares                     | 24-11-2012 |
| 4       | Novedades Cano CAB Linares                     | 40              | 79                  | ADEBA                                          | 01-12-2012 |
| 5       | CD Tear Ramón y Cajal - Universidad de Granada | 87              | 46                  | Novedades Cano CAB Linares                     | 15-12-2012 |
| 6       | Novedades Cano CAB Linares                     | 57              | 46                  | Presentación Málaga                            | 13-01-2013 |
| 7       | CB Almería La alegría del Sur                  | 62              | 35                  | Novedades Cano CAB Linares                     | 19-01-2013 |
| 8       | Novedades Cano CAB Linares                     |                 |                     | Jornada de descanso                            | 27-01-2013 |
| 9       | CD Roquetas                                    | 59              | 51                  | Novedades Cano CAB Linares                     | 03-02-2013 |
| 10      | Novedades Cano CAB Linares                     | 55              | 49                  | Presentación Granada                           | 10-02-2013 |
| 11      | A.DE.BA                                        | 70              | 39                  | Novedades Cano CAB Linares                     | 16-02-2013 |
| 12      | Novedades Cano CAB Linares                     | 42              | 66                  | CD Tear Ramón y Cajal - Universidad de Granada | 24-02-2013 |
| 13      | Presentación Málaga                            | 57              | 60                  | Novedades Cano CAB Linares                     | 02-03-2013 |
| 14      | Novedades Cano CAB Linares                     | 39              | 67                  | CB Almería La alegría del Sur                  | 10-03-2013 |

Final de la liga regular, el Novedades Cano CAB Linares se clasifica en cuarta posición y disputa la lucha por el título